# Челябинская городская дума
Челябинская городская дума — представительный орган местного самоуправления Челябинска. Депутаты Думы избираются на 5 лет в количестве 37 человек, из которых 25 человек — по мажоритарной системе и 12 человек — по пропорциональной системе.
В исключительной компетенции Думы находятся работа с Уставом Челябинска, утверждение городского бюджета и отчёта о его исполнении, работа с местными налогами, принятие программ развития Челябинска, распоряжение городским имуществом и другие обязанности.
С 24 сентября 2024 года председателем Думы является Буяков Сергей Николаевич.
Высшим должностным лицом является глава города, которого выбирает городская Дума.

## История
Согласно положениям «Жалованной грамоты на права и выгоды городам Российской Империи» (1785) с июля 1787-го по июнь 1872 года в Челябинске исполнительным органом городского самоуправления являлась городская шестигласная Дума.
Деятельность думы восстановлена в 1994 году.

## Постоянные комиссии[6]
- Постоянная комиссия по бюджету, экономике и муниципальному имуществу
- Постоянная комиссия по городскому хозяйству и градостроительству
- Постоянная комиссия по социальной политике
- Постоянная комиссия по местному самоуправлению и межмуниципальному сотрудничеству
- Постоянная комиссия по безопасности жизнедеятельности населения, регламенту и депутатской этике